# Chloraea subpandurata
Chloraea subpandurata är en orkidéart som beskrevs av Lucien Leon Hauman. Chloraea subpandurata ingår i släktet Chloraea och familjen orkidéer. Inga underarter finns listade i Catalogue of Life.